# Thelypteris mertensioides
Thelypteris mertensioides là một loài thực vật có mạch trong họ Thelypteridaceae. Loài này được (C. Chr.) C.F. Reed miêu tả khoa học đầu tiên năm 1968.